# Kantaberget
Kantaberget är ett naturreservat i Älvsbyns kommun i Norrbottens län.
Området är naturskyddat sedan 2009 och är 2,4 kvadratkilometer stort. Reservatet omfattar norra och östra sluttningarna av Kantaberget. Reservatet består av tallskog med inslag av aspar. 